# Tomor János
Tomor János (Szombathely, 1910. október 20. – Budapest, 1979. augusztus 24.) Kossuth-díjas magyar geológiageológus, a föld- és ásványtani tudományok kandidátusa. 1934-ben Budapesten szerzett diplomát, mint kémia-természettan szakos tanár és egy évvel később a föld- és ásványtudományokból doktori címet szerzett. Budapesten maradt az egyetem, mint tanársegéd. A második világháború előtt Békéscsabán volt gimnáziumi tanár, valamint a Földtani Intézet munkatársa. A második világháború ideje alatt kőolaj- és földgázkutatásokat végzett. A háború után is kutató geológus maradt, és több magyar egyetemen volt oktató. 1972-ben vonult nyugdíjba. Kutatási területe a magyarországi kőolajtelepek genetikája, sztratigráfiai és geokémiai viszonyainak vizsgálata.